# 南ヨークシャー人民共和国

赤色が労働党。South Yorkshire following the 2010 general election. Every seat except for Sheffield Hallam (Lib Dem, yellow) is held by Labour (red).

南ヨークシャー人民共和国（みなみヨークシャーじんみんきょうわこく、People's Republic of South Yorkshire,The Socialist Republic of South Yorkshire）は1980年代のイングランドのシェフィールド市を揶揄していう語。当時はサッチャー政権で国政では右派が強かったがシェフィールドではこれに逆行してデビッド・ブランケット（David Blunkett）を頭とする労働党が勢力を持ち、
- ウクライナ・ソビエト社会主義共和国のドネツクと姉妹都市になる
- 学校に平和に関する授業を導入する
- 非核宣言を行う
- 公共交通機関の値下げ
- メーデーの際に市議堂に赤旗を掲げる

など左派的な政策が行われた。「人民共和国」という名称は当時ハラム区で選出された保守派議員のアーヴァイン・パトニク（Irvine Patnik）による。